# Aganippe Fossa
Aganippe Fossa ist ein Grabensystem auf dem Mars, das sich westlich des Vulkans Arsia Mons im Phoenicis Lacus (Gradfeld) befindet. Aganippe Fossa weist eine Länge von etwa 600 km auf und die begrenzenden Grabenwände sind 3 bis 7 km voneinander entfernt. Die Entstehung der Aganippe-Fossa wird intensiv diskutiert.